# Nezool
Nezool (fl. V secolo) è stato un re di Axum, famoso soprattutto per le monete coniate durante il suo regno, in cui appare col nome di Nezana.

## Biografia
Munro-Hay riporta una teoria secondo la quale Nezool e Nezana sarebbero i nomi di una coppia di re che ressero insieme il regno. Nonostante proponga la teoria, non presenta altre opinioni in merito.